# Osburh
Osburh o Osburga fou la primera muller del rei Æthelwulf de Wessex i mare d'Alfred el Gran.
El biògraf d'Alfred, el monjo Asser, la va descriure com "una dona ferventment religiosa, noble de caràcter i noble de naixement".
Sabem de la seva existència només per l'obra d'Asser "Vida del Rei Alfred" doncs no és anomenada en cap altre font, ni tan sols en la Crònica anglosaxona. Pel que se sap, fou la mare de tots els fills d'Æthelwulf, els seus cinc fills Æthelstan, Æthelbald, Æthelberht, Æthelred i Alfred el Gran i la seva filla Æthelswith, posteriorment muller del rei Burgred de Mèrcia.

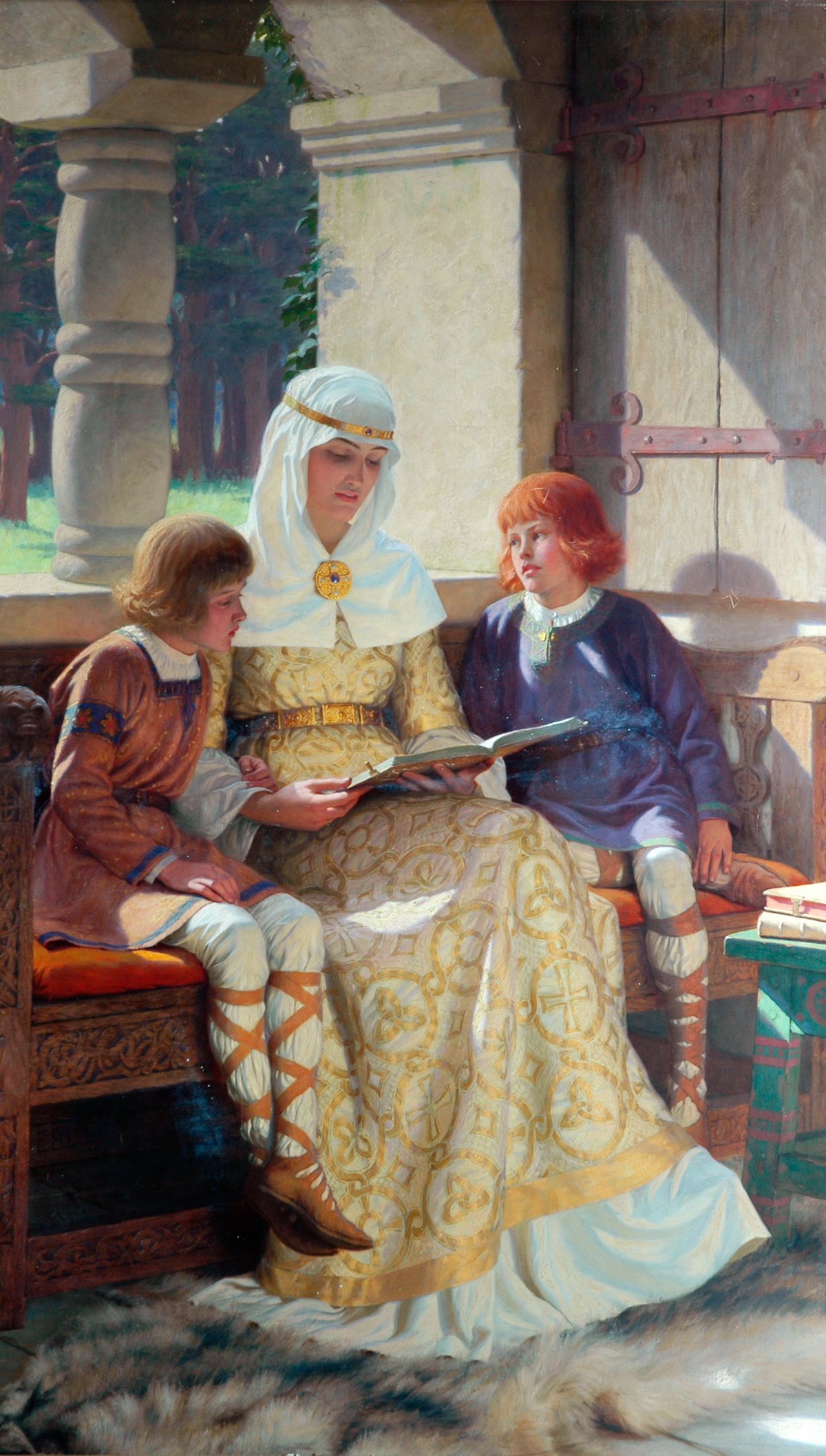
Osburth llegint als seus fills

Osburth protagonitzà la història d'Asser sobre un llibre de cançons saxones que la reina va mostrar a Alfred i els seus germans, oferint el llibre com a premi al primer que el pogués memoritzar, un repte que Alfred va acceptar i va guanyar. Això mostra l'interès de les dones nobles del segle IX en literatura, i la seva funció en l'educació dels seus nens.
Osburh era filla de Oslac (qui com ella, només apareix en l'obra d'Asser), el majordom del rei Æthelwulf, una figura molt important en la cort. Oslac és descrit com a descendent dels nebots del rei Cerdic, Stuf i Wihtgar, qui van conquerir l'Illa de Wight, i per tant, d'ascendència gòtica.
A la seva mort, el rei Æthelwulf es va casar de nou amb la princesa franca Judit.